# 劉邦友
劉 邦友（りゅう ほうゆう）は、台湾の政治家。第11・12代桃園県長を務めた。
桃園県長在任中の1996年11月21日早朝、桃園県長公邸が何者かによって襲われるという劉邦友事件が発生した。劉が銃殺刑のように頭部を撃たれて殺害されたほか、劉の機要秘書の徐春国、運転手の劉邦明、公邸警備の劉明吉と劉邦亮、公邸使用人の劉如梅、桃園県議会議員の庄順興と鄧文昌、衛生局の張桃妹も同じように頭部を撃たれた。鄧文昌だけは九死に一生を得たものの、銃撃の後遺症により知能が著しく低下した。
2008年11月現在、劉邦友は1945年以降の台湾において在任中に謀殺された唯一の自治体首長となっている。事件は未解決のままであり、原因についてもはっきりしていないが、劉が地方砂利業者の不正事件に関与したため黒社会に殺害されたという説が多く流れている。
劉邦友事件後、彭婉如や白暁燕が殺害される事件が続き、治安の悪化が問題となった。新党や民主進歩党は統一独立、あるいは族群といったイデオロギーの枠を越えて連戦行政院長の退陣を要求した。